# Лертхай
Ло Таи или Пхрайа Лё Тхай (тайск. พระยาเลอไทย; ? — 1323) был 4-м королём династии Пхра Руанг, правил государством Сукхотаи (средневековым предшественником современного Таиланда) в 1298—1323 годах. Правление Ло Таи ознаменовалось началом упадка Сукхотаи.